# Baix Vinalopó
Baix Vinalopó (em castelhano: Bajo Vinalopó) é uma comarca da Comunidade Valenciana, na Espanha. Está localizada na província de Alicante, e sua capital é o município de Elche. Limita com as comarcas de Alacantí, Vega Baja del Segura e Vinalopó Mitjà. 

## Municípios
| Município  | População | Superfície | Densidade |
| ---------- | --------- | ---------- | --------- |
| Elche      | 227.312   | 326,07     | 697,13    |
| Santa Pola | 31.657    | 58,16      | 544,31    |
| Crevillent | 28.465    | 104,55     | 272,26    |